# Malma socken, Västergötland
Malma socken i Västergötland ingick i Viste härad, ingår sedan 1983  i Essunga kommun och motsvarar från 2016 Malma distrikt.
Socknens areal är 28,69 kvadratkilometer varav 28,64 land. År 2000 fanns här 306 invånare. Sockenkyrka är från 1868 Fridhems kyrka gemensam för flera socknar och liggande utanför denna socken. Grunden efter den gamla kyrkan är ännu synlig. 

## Administrativ historik
Socknen har medeltida ursprung. 
Vid kommunreformen 1862 övergick socknens ansvar för de kyrkliga frågorna till Malma församling och för de borgerliga frågorna bildades Malma landskommun. Landskommunen uppgick 1952 i Essunga landskommun som ombildades till Essunga kommun 1971. Efter inkorporering i Vara kommun 1974 bröts den åter ut till den egna kommunen Essunga kommun 1983. Församlingen uppgick 2002 i Fridhems församling.
1 januari 2016 inrättades distriktet Malma, med samma omfattning som församlingen hade 1999/2000.  
Socknen har tillhört län, fögderier, tingslag och domsagor enligt vad som beskrivs i artikeln Viste härad. De indelta soldaterna tillhörde Västgöta-Dals regemente, Livkompaniet och Västgöta regemente, Barne kompani.

## Geografi
Malma socken ligger sydost om Grästorp med Nossan i sydväst och Kedumsbergen i öster. Socknen är odlad slättbygd i väster och en kuperad skogsbygd i öster.

## Fornlämningar
Från järnåldern finns ett gravfält, stensättningar, domarringar och resta stenar.

## Namnet
Namnet skrevs 1362 Malma och kommer från gården Malma och innehåller malm, 'sandig eller grusig mark'.